# Ómyt
Ómyt (ucraniano: О́мит) es un pueblo de Ucrania perteneciente al municipio rural de Loknytsia, en el raión de Varash de la óblast de Rivne.
En 2001, el pueblo tenía una población de 124 habitantes.
Se ubica unos 10 km al norte de la capital municipal Loknytsia, junto a la frontera con Bielorrusia.

## Historia
Antes de su integración en el actual municipio de Loknytsia en 2020, el pueblo era sede de un consejo rural en el raión de Zarichne. El consejo rural incluía como pedanías a Horýnychi y Nýhovyshchi.